# Djamila Silva
Djamila Correia Silva (* 13. August 1996) ist eine kapverdische Judoka. Sie trat bei den Olympischen Sommerspielen 2024 in Paris an.

## Sport
Silva errang eine Bronzemedaille bei den Judo-Afrikameisterschaften 2021 in Dakar. Bei den Judo-Afrikameisterschaften 2022 in Oran errang sie die Silbermedaille in der Gewichtsklasse bis 52 kg, wie auch bei den Judo-Afrikameisterschaften 2024 in Kairo.
Bei den Olympischen Spielen 2024 in Paris schied sie in der ersten Runde im Halbleichtgewicht gegen die Brasilianerin Larissa Pimenta aus. Zusammen mit dem Boxer Daniel Varela de Pina war sie auch Fahnenträgerin bei der Eröffnungszeremonie.